# カーラトルネット
カーラトルネット（スウェーデン語: Karlatornet）は、スウェーデンのヴェストラ・イェータランド県イェーテボリ市に建設中の住宅用超高層ビル。
完成すれば、高さは246mで、北欧で最も高いビルになる。2023年9月22日北欧最も高いビルであったターニング・トルソの高さを上回った。